# Den erindrende
Den erindrende er en film instrueret af Jytte Rex efter manuskript af Jytte Rex.

## Handling
Motiver fra den argentinske forfatter Jorge Luis Borges, omsat og fortolket via stemmer, musik og billeder